# Bejsce
Bejsce è un comune rurale polacco del distretto di Kazimierza Wielka, nel voivodato della Santacroce.
Ricopre una superficie di 57,74 km² e nel 2004 contava 4 362 abitanti.